# Syôzi Iwa
Syôzi Iwa (japanisch 障子岩 ‚Schiebetürfelsen‘) ist ein 1932 m hoher Nunatak im ostantarktischen Königin-Maud-Land. Er ragt 6 km nordwestlich des Tyô-ga-take als kleine, mit einem Kliff versehene Erhebung am Mount Eyskens im Zentrum des Königin-Fabiola-Gebirges auf.
Japanische Wissenschaftler nahmen 1969 Vermessungen und 1979 die Benennung vor.